# Phare de Cedar Key
Le phare de Cedar Key (en anglais : Cedar Key Light) est un phare situé en face du port de Cedar Key, dans un chapelet d'îles du comté de Levy, dans la région de Big Bend, en Floride.

## Histoire
Seahorse Key était le site d’une tour de guet érigée en 1801 par les adeptes de William Augustus Bowles (en), soi-disant directeur général du State of Muskogee (en), dans le but de créer un État indépendant dans l’ouest de la Floride. La tour de guet a été détruite par une force navale espagnole en 1802. Puis Seahorse Key a été utilisé comme centre de détention pour les Séminoles capturés lors de la seconde guerre séminole (1835-1842) avant leur transfert vers l'ouest. A cette époque, le gouvernement fédéral des États-Unis avait réservé plusieurs des îles de l'archipel des Cedar Keys à des fins militaires.
Cedar Key devint un port important dans les années 1840 et, en 1850, le Congrès y accorda un financement à la construction d'un phare. Le lieutenant George Meade a aidé à concevoir le phare. Le phare a été achevé et allumé en 1854. Au début de la guerre de Sécession, des sympathisants confédérés ont éteint la lumière. Les troupes fédérales occupèrent Seahorse Key en 1862 et l'utilisèrent comme prison pendant la durée de la guerre. Le phare a été remis en service après la fin de la guerre.
La taille du phare  a été multipliée par trois en 1905, date à laquelle une station radio de la marine américaine a été établie. Le phare a été mis hors service en 1915. 
Seahorse Key, y compris le phare, est devenu une partie du Cedar Keys National Wildlife Refuge (en), créé en 1929. L'Université de Floride loue un terrain, y compris le phare, utilisé comme laboratoire biologique marin  à partir de 1952. Le phare est utilisé comme dortoir pour les étudiants.
En 2019, après plus d'un siècle d'inactivité, le phare de Cedar Key est rallumé. Une nouvelle lentille de Fresnel est installée, reproduction de l'optique originale. Celle-ci, fabriquée par la société Artworks Florida, spécialisée dans la refabrication de lentilles de phare, possède une caractéristique lumineuse rare : il s'agit d'un feu fixe et à éclats (feu fixe périodiquement interrompu par un éclat), un type de signal presque inusité depuis le début du XXe siècle.
Cedar Key est le plus ancien phare de la côte ouest de la Floride.
Identifiant : ARLHS : USA-745 . 

### Lien connexe
- Liste des phares en Floride